# 洑口乡
洑口乡是中华人民共和国福建省福州市永泰县下辖的一个乡。

## 行政区划
洑口乡共辖10个行政村：
吉坑村、紫山村、后亭村、后寨村、双溪村、山寨村、洑口村、祥銮村、梧村和梅村。